# Tom Clancy's Rainbow Six Siege
Rainbow Six Siege er et holdbaseret, taktisk skydespil i Tom Clancys Rainbow Six-serien, hvor der spilles mod et hold forsvarsspillere eller angribere.
| computerspil | Spire Denne computerspilsrelaterede artikel er en spire som bør udbygges. Du er velkommen til at hjælpe Wikipedia ved at udvide den. |